# ألان بورتر
ألان بورتر (بالإنجليزية: Alan Porter)‏ هو حكم كرة قاعدة ‏ أمريكي، ولد في 18 ديسمبر 1977 في Chestnut Hill, Philadelphia ‏ في الولايات المتحدة.